# Marracos
|  | Aquest article tracta sobre el municipi aragonès. Vegeu-ne altres significats a «Marracos (Desambiguació)». |

Marracos és un municipi d'Aragó situat a la província de Saragossa i enquadrat a la comarca de Las Cinco Villas.